# Fabian Schnellhardt
Fabian Schnellhardt (Leinefelde-Worbis, 12 gennaio 1994) è un calciatore tedesco, centrocampista dell'Heiligenstadt.

## Palmarès

### Club

#### Competizioni nazionali
- Campionato tedesco di seconda divisione: 1

Colonia: 2013-2014
- 3. Liga: 1

Duisburg: 2016-2017